# Pseudoderopeltis neavei
Pseudoderopeltis neavei är en kackerlacksart som beskrevs av Karlis Princis 1963. Pseudoderopeltis neavei ingår i släktet Pseudoderopeltis och familjen storkackerlackor. Inga underarter finns listade i Catalogue of Life.